# 学校のせんせい
『学校のせんせい』（がっこうのせんせい）は、巣山真也による日本の漫画作品。日本のウェブコミック配信サイト『ガンガンONLINE』（スクウェア・エニックス）にて2009年2月26日更新分から2011年12月22日更新分まで連載された。

## ストーリー
紫月サクラ・緑川あかね・桃園ゆり子の3人は高校時代に知り合い、3人とも教職を志し、今では同居するに至っている。そして、3人とも同じ学校で同時に教鞭を執ることになったのだが、学生気分の抜けない3人は新学期初日の朝からバタバタと騒いでいるうちに時間を取られ、遅刻してしまう。

## 登場人物

### 教師
紫月 サクラ（しげつ サクラ）
主人公。新人教師。身長も胸も中途半端な中ぐらい。女子生徒曰く美乳。髪型は真っ黒な長髪にポニーテール。3人の中ではただ1人とも言える常識人で、主にツッコミを担当。ゆり子曰く、ツンデレ。料理の腕には自信があるがモテないのが悩み。ただし、スタイルは悪くなく、海であかねをナンパした男たちに「レベルが高い」と言われている。酒には滅法弱く、水に少し混ぜただけで完全に酔っ払う（酒入りチョコレートケーキでも酔っ払う）。3人の中で唯一、車を運転できる。時々、ゆり子の冗談交じりのアドバイスを真に受けることがある。みそらの指名（上司の圧力）で囲碁部の顧問になったが、囲碁のルールを知らないため、部での居場所が無い。カワイイものに弱く、学年主任のみそらを愛玩動物のように見ている。みそらの家に泊まったときは彼女の部屋に押し入って添い寝するなど、行動が“ゆり子化”している。1話でファーストキスを寝ぼけたゆり子に、職場の同僚のいつみにセカンドキスを奪われる。格闘オタクであり、中学の頃に格闘技について熱く語りすぎたために、「ムエタイ」というあだ名を付けられた。ムエタイと呼ばれるのが嫌で中学時代は不登校だったが、当時の担任の先生に説得され、復活した。その担任の先生に好意を抱いている節がある。
緑川 あかね（みどりかわ あかね）
新人教師。茶髪のセミロングで、身長も胸も一番小さい。どんなに食べても太らない体質だが、小さい体型を気にしている。3人の中でいちばん行動力旺盛で、主にボケを担当。思いついてから行動までのインターバルが皆無で、考え付くとすぐそれを行動に移す。大阪弁で喋り、同い年だがゆり子のことをゆり姉と呼んでいる。辛いものが大好物で、常人では食べられないようなものも平気で食す。イカも好きで、たこ焼きが嫌い。3人の中で唯一、男性と付き合った経験があるが、去年別れている。海では、彼女だけが男性にナンパされた。担当教科は物理。バレー部の顧問だが、バレーボールに関する知識は皆無で、顧問になった当初は部長にパシらされていたが、本人は気づいていない。知識が皆無なのに「これは全国いけるで」と無責任な発言をしていたが、後日、バレーボール部は本当に全国大会に出場してしまった。教師になった理由は、「夏休みがたくさん貰えると思ったから」。だが、教師は夏休み中も仕事がある。
物理教師のため、幽霊の存在を信じていないが、メンバーの中で唯一霊感がある。
桃園 ゆり子（とうえん ゆりこ）
新人教師。金髪のロングヘアで背が高く、Gカップの爆乳の持ち主と外見は3人の中でいちばん大人っぽいが、中身は根っからのオタク。容姿端麗なため、女子生徒の間にはファンクラブが存在する。一応ボケ担当で、サクラとの絡みなどあかねのそれに比べると強烈なものが多い。車は運転できないらしく、遠出のときはサクラに頼んでいる。あかねとは別の意味で走り出したら止まらない。水泳部の顧問になったが、いやらしい目で競泳水着姿の部員たちを見ていたために追い出されてしまった。本人曰く、「プレイした恋愛ゲームは100本超。知識だけなら三國無双」。エロゲーを徹夜でプレイしたり、職場で普通にエロ同人誌を読んだりしている。百合好きであり、かつては腐女子でもあった。しかし、三次元（リアル）のエロには弱く、エロゲー購入のためにアダルトコーナーに入った際には、顔を赤くして、手で目を覆い隠していた。教師になった理由は、「美少女を見たかったから」。性格とは裏腹に、生徒からの信頼は篤い。ピーマンが嫌い。
青山 みそら（あおやま みそら）
2年生の学年主任。黒のツインテールでゴスロリ系の服を着ている。外見上は小学生にしか見えず、本人もそのことにコンプレックスを抱いているが酒は滅法強い。サクラたちと同じマンションに住んでいる。自室には等身大のエ○リアンや骸骨のフィギュアが置いてあり、壁にも呪術的な仮面が飾ってある。家庭には仕事を持ち込まない主義。睨みだけで相手を威圧することができる。サクラたち同様付き合った経験がなく、この世のカップルはみんな死ねばいいと思っている。性格はゆり子曰く「リアルクーデレ（ただし、デレの対象はサクラのみ）」。サクラのことを紫（パープル）と呼んでいる。背の小ささが目立たないように小学校の教師を志望していたが、募集が無かった。出席簿には「DEATH NOTE」とラベルが貼ってある。生徒に対しては一切手を出さない主義をもっている（理由は親とかが面倒だから）。
赤兎 いつみ（せきと いつみ）
サクラたちの同僚の体育教師。黒のショートヘアにツリ目で、普段着はジャージかパーカー。体育教師として毎日運動しているため、非常にスタイルが良く、さらに隠れ巨乳。ゆり子曰く「女性としては完璧なボディー」。好きな人ができたのでサクラたちに男の落とし方を教えてほしいとマンションに乗り込み、ゆり子に間違った恋愛作法（コスプレ）を教えられたが、素直な性格のためそれを疑わなかった。ジャニーズ系アイドルが大好きで、部屋にはポスターが数枚飾ってある。彼女の言う“好きな人”もアイドルである。サクラのセカンドキスの相手。「〜ッス」口調で、感銘を受けるとその感動を大声で叫んで表現する。サクラ、あかね、ゆり子の3人を師匠と呼んでいる。教師になった理由は、体育が得意で、（おざなりで）友人に「体育教師になったら？」と言われたから。
黒鉄 すみれ（くろがね すみれ）
サクラたちの一年先輩の教師。黒のロングヘア。お嬢様口調で話し、プライドが高くて負けず嫌いという典型的なお嬢様キャラ。サクラたちと違って自分はモテると言い張っているが、実際のところ「幼稚園の頃に30人に告白された（本人談）」以来、一切の恋バナは無いというやっぱり同類のモテない仲間。さらに友達もおらず、これまで一度も友達を持ったことが無いらしい。サクラとモテ力（モテぢから）を競って以来、彼女のことを一方的にライバル視しており、時には敵対し、時には助ける関係を保っている。貧乳であり、あかねからは仲間と思われている。猫舌である。

### 生徒
灰原（はいばら）
ゆり子のクラスの男子生徒。いつも暗い顔をしている。アダルトショップでR18のエロゲー（限定版で最後の1本）を購入しようとしたところをゆり子に没収（横取り）された。ゆり子が学校で同人誌を失くした際、サクラに疑いをかけられ、「オタクなのか？」と問われた際に、「オタクじゃない！」と断固否定した。ちなみに、同人誌の件ではシロである。
水原（みずはら）
あかねのクラスの女子生徒でお笑いコンビのツッコミの方になるのを夢見ている。「関西人だから面白いに決まっている！」という偏見であかねにお笑いを教えてもらおうとマンションに泊まりこんだ。ツッコミとしてはどこかズレており、サクラにそこを指摘された際にボケに目覚めた。乙女座のAB型で、好きな男性のタイプは「マッチョな人」。
若林（わかばやし）
サクラのクラスの男子生徒。おとなしい性格の子だったが、夏休み明けに長ランにポンパドールという時代錯誤なヤンキーファッションで登校してきた。このファッションはかつて不良だった父親が薦めたものである。
井上 カナ（いのうえ カナ）
みそらのクラスの女子生徒。ドMであり、教師が叱ってくれないという理由で不登校していた。

## 単行本
ガンガンコミックスONLINEより刊行。
1. 2009年10月22日初版 ISBN 978-4-7575-2699-0
2. 2010年5月22日初版 ISBN 978-4-7575-2876-5
3. 2011年1月22日初版 ISBN 978-4-7575-3122-2
4. 2011年8月22日初版 ISBN 978-4-7575-3327-1
5. 2012年3月22日初版 ISBN 978-4-7575-3523-7